# Solanum naucinum
Solanum naucinum är en potatisväxtart som beskrevs av Sandra Diane Knapp. Solanum naucinum ingår i släktet skattor som ingår i familjen potatisväxter. Inga underarter finns listade i Catalogue of Life.